# Culicoides guttatus
Culicoides guttatus är en tvåvingeart som först beskrevs av Daniel William Coquillett 1904.  Culicoides guttatus ingår i släktet Culicoides och familjen svidknott. Inga underarter finns listade i Catalogue of Life.